# Hunnebergs revir
Hunnebergs revir var ett skogsförvaltningsområde som omfattade Väne, Ale, Flundre, Bjärke och Vättle härader av Älvsborgs län samt kronoparken Halleberg-Hunneberg i sin helhet och var uppdelat i sex bevakningstrakter (Nyruds, Uggledalens, Toltorps, Fagerhults, Ale och Bergagårdens). Inom reviret fanns 73 till ordnad hushållning indelade allmänna skogar om 12 209 hektar, varav två kronoparker om 6 524 hektar.